# 若いヴェネツィアの女性の肖像
『若いヴェネツィアの女性の肖像』（わかいヴェネツィアのじょせいのしょうぞう、独: Brustbild einer jungen Venezianerin、英: Portrait of a Young Venetian Woman）は、1505年にドイツの画家アルブレヒト・デューラーが制作した小さな半身像で、楡（にれ）の木板上の油彩画である。画家の二度目のイタリア旅行中に、他の上流階級の人々の肖像画とともに描かれた。画家はヴェネツィアで男性の肖像画を3点、女性の肖像画を2点描いているが、本作はヴェネツィアに到着してまもなく制作されたものである。作品はウィーンの美術史美術館に所蔵されている。

## 概要
モデルの女性の腕と手が描かれていないことにより、作品の焦点は顔に当たっている。女性は、下に身に着けているシュミーズが見える、袖が結ばれた模様付きのガウンを着ている。髪は柔らかい波のように顔を縁取り、後ろ髪は小さな布の帽子に包まれている。作品の調和と優雅さは、女性の淡い優美な肌、赤みがかった金髪、黒色と真珠のネックレス、非常に垢ぬけた模様のドレスなどの対比された色調によって達成されている。すべてが平板な黒の背景の中で際立っている。ポーズと色調は、デューラーが1507年に描いた『ヴェネツィア出身のドイツ人女性の肖像』と類似している。またヴェネツィアの女性に関する少なくとも2点の素描が知られており、どちらも非常に大胆な作品である。1点は首元が大きく開いたモデルを表し、もう1点は肩を露わにしたモデルを表している。

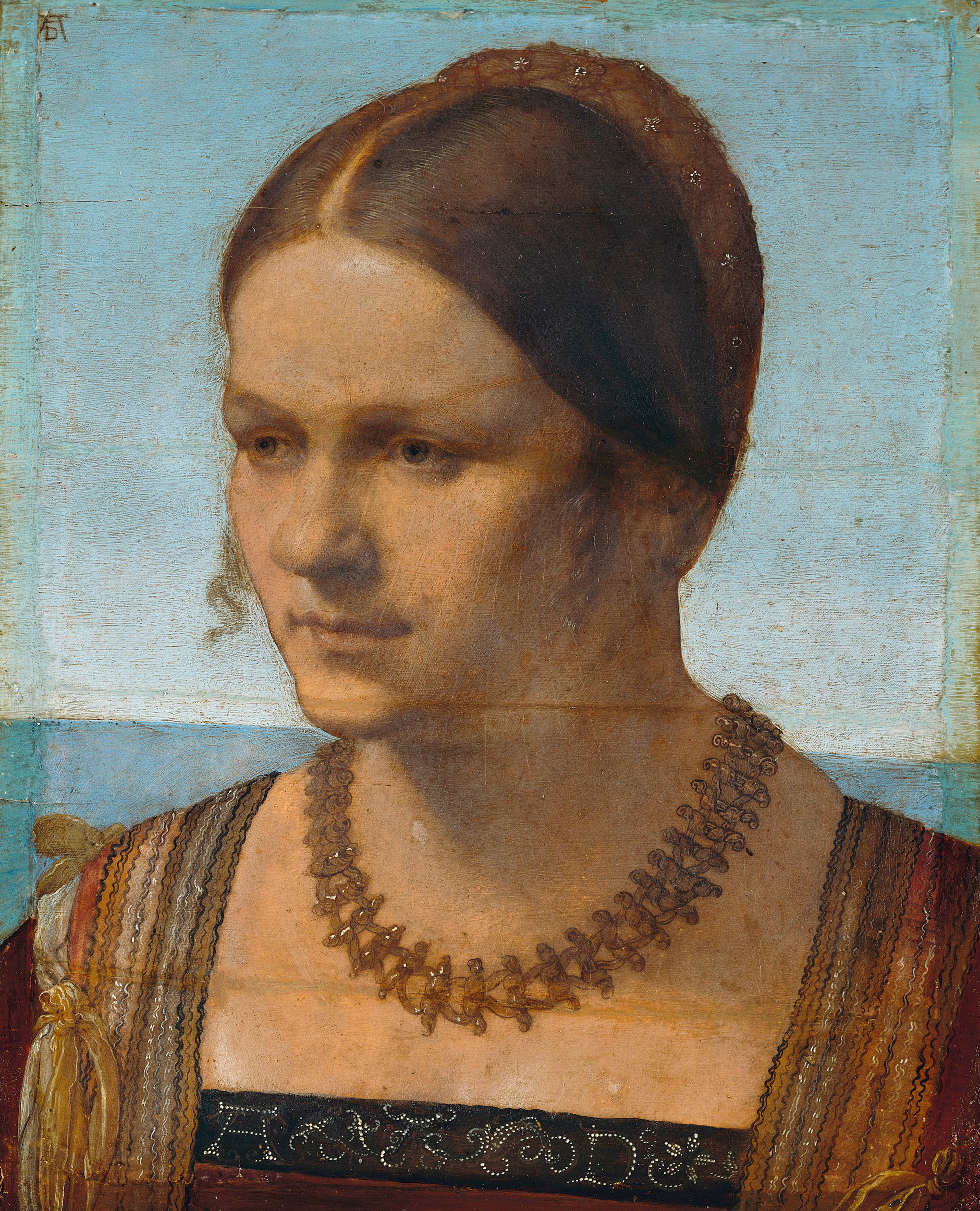
『ヴェネツィア出身のドイツ人女性の肖像』(1507年ごろ)、ベルリン絵画館

まだドイツ国外では比較的知られていなかったデューラーは、イタリア旅行中にすでに大成していた巨匠、ジョヴァンニ・ベッリーニに魅了され、友人となった。フランケン地方出身のデューラーへの影響は、本作の柔らかなモデリング、劇的な明暗の対比、鮮やかな色彩と色調に見られる。

本作は、1923年にリトアニアの個人コレクションで発見されるまで、デューラーの真筆として認定されていなかった。モデルの身元は不明である。しかし、衣服と髪型で判断すると、女性はドイツ人ではなくヴェネツィア人のようである。この肖像画は未完成作品である。多くの部分、とりわけ胸の上にある黒いリボンは、他の部分ほど巧みに描かれていない。